# Mondo (araldica)
Mondo è un termine utilizzato in araldica per indicare una palla cerchiata e centrata, sostenente un globetto cimato da una crocetta d'Avellana o patente.
La figura è più nota come globo imperiale. Il globo imperiale, insieme con lo scettro, è classico emblema di sovranità. In taluni casi il termine indica il globo stellato.

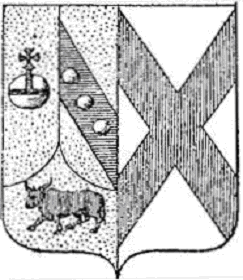
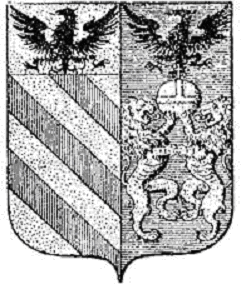
Di rosso, al mondo d'oro
Mondo d'azzurro cerchiato e crociato d'oro (Comune di Montanaro)
Mondo d'argento (Nackenheim, Germania)
Globo imperiale con croce trifogliata (Bassenheim, Germania)
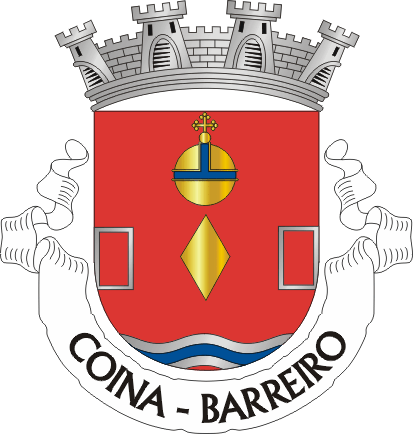
globo imperiale
Globo imperiale con croce di Lorena (Oberrohrdorf, Svizzera)
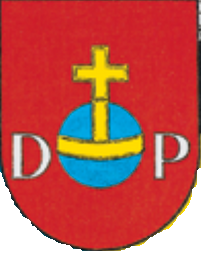
Globo imperiale accostato dalle lettere D e P (Penzing (Vienna), Austria)
Sant'Olaf in trono tenente un globo imperiale e un'ascia (Ulvila, Finlandia)
Orlando con globo imperiale e spada (Wedel, Germania)